# Krzysztof Bosak

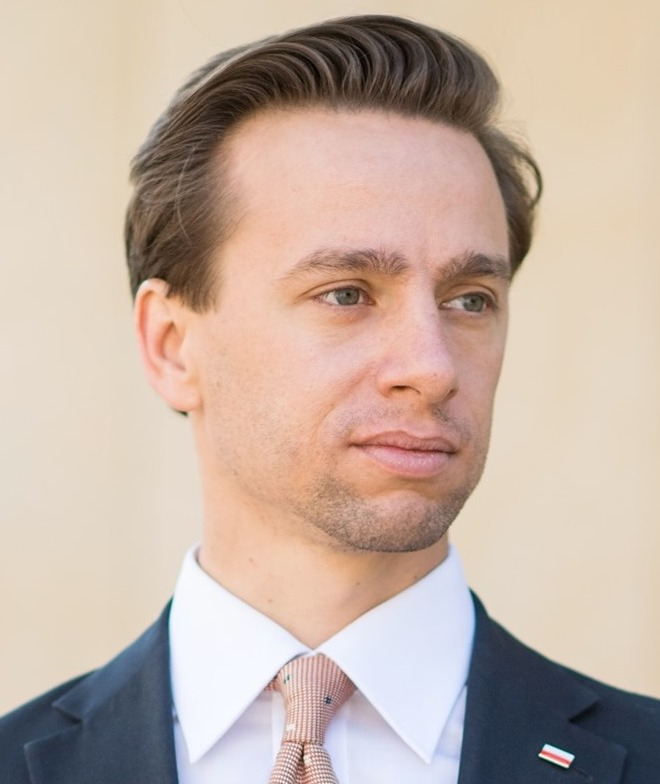
Krzysztof Bosak (2020)

Krzysztof Bosak [ˈkʃɨʃtɔf ˈbɔsak] (* 13. Juni 1982 in Zielona Góra) ist ein polnischer Politiker des rechtsextremen Parteienspektrums (LPR, RN, Konfederacja). Er gehörte dem Sejm von 2005 bis 2007 und gehört ihm erneut seit 2019 in der V., IX. und X. Wahlperiode an. Seit 2023 ist er Vizemarschall des Sejm.

## Werdegang
Während seiner Schulzeit war Bosak Pfadfinder und praktizierte ambitioniert Sportakrobatik sowie Windsurfing. 2001 bis 2004 studierte er Architektur an der Technischen Universität Breslau und besuchte parallel Vorlesungen in Journalismus an der Hochschule für Sozial- und Medienkultur Thorn. Anschließend studierte er bis 2008 Wirtschaftswissenschaft an der Handelsschule Warschau sowie eigenen Angaben nach Philosophie an einer privaten Hochschule. Keinen dieser Studiengänge schloss er ab. Später studierte er am Collegium Humanum - Warsaw Management University, was er zu Beginn der Ermittlungen gegen die Hochschule bestritt. Später gab er an, binnen zwei Semestern einige Prüfungen abgelegt, das C.H. dann aber verlassen zu haben.
Krzysztof Bosak ist einer von zwei Söhnen der Lehrerin Alicja und des Druckereiunternehmers Ryszard Bosak. Im Februar 2020 heiratete er die Juristin und spätere Abgeordnete Karina Bosak (geb. Walinowicz) im tridentinischen Ritus der katholischen Kirche. Sie sind zusammen Eltern zweier Söhne und einer Tochter.

## Politik
Im Alter von 18 Jahren trat Bosak der Allpolnischen Jugend bei, dessen Vorsitzender er zwischen 2005 und 2006 war. Bereits 2001 wurde er Mitglied der Liga Polskich Rodzin (LPR), einer vor allem nationalistisch und klerikal ausgerichteten Partei. Für diese kandidierte er bei den Selbstverwaltungswahlen 2002 vergeblich für den Woiwodschaftssejmik der Woiwodschaft Lebus. Bei der Parlamentswahl 2005 wurde Bosak auf einem Listenplatz der LPR erstmals in den Sejm gewählt. Nach der Parlamentswahl 2007 schied er aus dem Sejm aus, da die LPR mit lediglich 1,3 % der Stimmen an der 5-%-Hürde scheiterte. Ein Jahr später trat er aus der LPR aus und zog sich vorübergehend aus der Politik zurück.
Seit Gründung 2012 ist er Mitglied der rechtsextremen Partei Ruch Narodowy (RN), deren Leitungsgremium er seit Anfang 2013 angehörte. Zeitweise war er auch deren Vorsitzender. Bei der Europawahl 2014 scheiterte er mit der RN an der 5-%-Hürde. Bei den Selbstverwaltungswahlen desselben Jahres kandidierte er für den Stadtrat von Warschau und erreichte als RN-Mitglied auf der Liste der Prawo i Sprawiedliwość (PiS) ein Mandat. Bei einer Nachwahl zum Senat der Republik Polen im September 2014, der bisherige Senator Henryk Górski (PiS) war verstorben, scheiterte er hingegen mit 6,4 % der Stimmen. Im März 2015 bewarb er sich als gemeinsamer Kandidat der RN und des Kongres Nowej Prawicy um das Amt des Stadtpräsidenten seiner Heimatstadt Zielona Góra, belegte mit 4,4 % der Stimmen aber nur den dritten Platz. Bei den Selbstverwaltungswahlen 2018 kandidierte er für den Sejmik der Woiwodschaft Masowien. Die RN erreichte mit 1,2 % der Stimmen jedoch kein Mandat.
2019 brachte er die RN in das Bündnis Konfederacja Wolność i Niepodległość (Konfederacja) ein, aus dem die gleichnamige Partei entstand. Dort ist er neben Grzegorz Braun und Sławomir Mentzen Parteivorsitzender. Nachdem das Bündnis bei der Europawahl 2019 noch an der 5-%-Hürde scheiterte, gelang ihm bei der Parlamentswahl 2019 gelang Bosak wiederum der Einzug in den Sejm. Dort wurde er stellvertretender Fraktionsvorsitzender der Konfederacja. Im Jahr darauf bewarb sich Bosak als Kandidat der Konfederacja bei der Präsidentschaftswahl in Polen 2020. Mit 6,78 Prozent der Wählerstimmen verpasste er jedoch den Einzug in die nötig gewordene Stichwahl. Daraufhin teilte er mit, er und sein Wahlkomitee würden bei dieser keinen der antretenden Kandidaten unterstützen. Im Mai 2023 übernahm er von Robert Winnicki den Vorsitz der weiterhin unter dem Dach der Konfederacja bestehenden RN.
Bei den Parlamentswahlen in Polen 2023 gelang Krzysztof Bosak eine erfolgreiche Wiederwahl in den Sejm, diesmal als Abgeordneter des 24. Wahlkreises (Białystok). Zudem wurde er mit den Stimmen von Konfederacja, PiS und Trzecia Droga zu einem der stellvertretenden Sejmmarschälle gewählt. Im Januar 2024 wurde dem Sejm ein Antrag der sozialdemokratischen Partei Lewica zur Absetzung Bosaks von der Funktion des stellvertretenden Sejmmarschalls abgelehnt. Grund war die Kontroverse um seinen Parteikollegen Grzegorz Braun, welcher im Dezember 2023 eine zu Chanukka im Sejm aufgestellte Chanukkia mit einem Feuerlöscher löschte. Lediglich die antragstellende Lewica stimmte geschlossen für seine Absetzung.